# Fiat 1600 Spider
Fiat 1600 Spider ist ein von Mitte 1962 bis 1966 hergestelltes 2-türiges 1600 S Cabriolet. Es hatte einen bei FIAT in Lizenz von OSCA gebauten 4-Zylinder-Reihenmotor mit zwei oben liegenden Nockenwellen und 1568 cm³ Hubraum sowie einer Leistung von ca. 66 kW (90 DIN-PS). Der 1600 S war ab 1965 anstatt mit einem Viergang-Getriebe mit einem ebenfalls in der Wagenmitte geschalteten 5-Gang-Getriebe ausgestattet. Seine Höchstgeschwindigkeit lag bei ca. 175 km/h. Mit der gleichen Pininfarina-Karosserie war auch der Fiat 1500 Spider bestückt, von dem der 1600 S sich äußerlich durch die größeren 15-Zoll-Felgen, durch Verwendung anderer Radkappen, durch die Form der Motorhaube (beim 118SA in 1962) sowie durch die im Kühlergrill eingelassenen Fernscheinwerfer (beim 118SB ab 1963) unterschied. Man konnte für alle Cabriolet-Versionen optional ein Hardtop ordern.
Des Weiteren wurden von diesem Modell auch eine kleine Anzahl Coupes bei Pininfarina gefertigt. Dazu wurde der Cabrioscheibenrahmen wieder abgenommen, ein festes Dach (mit kleinerer Frontscheibe) verschweißt sowie die Heckklappe gekürzt, um Platz für das weiter auslaufende Heckfenster zu schaffen. Die Chromzierleisten auf den Kotflügeln (hinten, oben) mussten für diesen Umbau weichen.